# モンスターズ・リーグ
『モンスターズ・リーグ』（原題: Rumble）は2021年に配信されたアメリカ合衆国のコンピュータアニメーションによるスポーツコメディ映画。ハーミッシュ・グリーヴが監督を務める。
元々本作は2020年7月に公開予定だったが、最終的に劇場公開が断念されParamount+で配信される。日本でも当初東和ピクチャーズ配給で2021年春公開だったが、公開中止となり、2022年4月13日からAmazon Prime VideoとAppleのiTunesでデジタル配信を開始した。

## あらすじ
モンスターと人間が仲良く共存するユニークな世界では、モンスター同士が強さを競う格闘技「モンスターズ・リーグ」が開催されていた。人々はこの「モンスターズ・リーグ」に熱中し、まるで地元の野球やサッカーチームのように、おらが街のモンスターを心の底から応援する。なかでも大人から子どもまで大人気なのが、圧倒的強さとカリスマ性を誇るトップスターの“テンタキュラー”。大都市にテンタキュラーを引き抜かれてしまった小さな街“ストーカー”では、16歳の少女ウィニーが、のんびり屋で愛すべきモンスター“スティーブ”の恵まれた体格とダンスの才能を活かし、最強のチャンピオンを目指し特訓をつけはじめる。

## 声の出演
※括弧内は日本語吹替。
- スティーブ：ウィル・アーネット（高橋広樹）
- テンタキュラー：テリー・クルーズ（山野井仁）
- ウィニー：ジェラルディン・ヴィスワナサン（上條沙恵子）
- 市長：フレッド・メラメッド
- レイバーン・Sr.：チャールズ・バークレー（黒田崇矢）
- キング・ジョージ：クリス・ユーバンク
- レディ・メイヘム：ブリジット・エヴァレット
- アックスハンマー：ベッキー・リンチ
- ラマリリア：ロマン・レインズ
- ベン・シュワルツ
- ジミー・タトロ（英語版）
- シギー：トニー・ダンザ
- マギー・コイル：スーザン・ケレチ・ワトソン（英語版）
- ジンボ・コイル：カルロス・ゴメス（英語版）（野坂尚也）
- マーク・レミー：スティーブン・A・スミス
- マイケル・バッファー
- フレッド：トニー・シャルーブ
- グレタ・リー
- ジョン・ディマジオ